# Kuschen
Kuschen vor jemandem (franz. coucher "hinlegen, beugen, niederstrecken") ist ein umgänglicher Ausdruck für die ängstliche Unterordnung und strikten Gehorsam gegenüber Autoritäten oder Vorgesetzten. Er ist meist negativ oder abschätzig gemeint. – „Kusch dich!“ bedeutet so viel wie „verschwinde!“ (von couche-toi! "geh schlafen!").
Nach Friedrich Kluges Etymologischem Wörterbuch der deutschen Sprache (24. Auflage, S. 549) stammt das Wort von dem Befehl couche! oder „kusch!“ an Jagdhunde ab (ungefähr: „Duck dich und sei still!“).